# George Lopez
George Edward Lopez (Mission Hills, California; 23 de abril de 1961) es un actor, comediante y presentador de televisión estadounidense.

## Biografía
Lopez fue abandonado por su padre al nacer y lo criaron su abuela materna, Benita Gutierrez, una trabajadora de fábrica, y su abuelastro Refugio Gutiérrez, un obrero de construcción. Creció en Monterrey, California.  Allí se hizo un comediante popular, especialmente entre la comunidad latina por su forma satírica de ver la vida y la cultura latinoamericana en los Estados Unidos[cita requerida]. Gran parte de su humor viene de la pobreza financiera, de su educación y de la comunidad latina en general. En 1993, Lopez se casó con Ann Serrano. La pareja tiene una hija en común, Maya Lopez. George ha lanzado cuatro álbumes de estudio con actuaciones suyas. Fue nominado para un Grammy 2004 por el mejor álbum de comedia. El 10 de julio de 2010 conduce el American Top 40 como invitado especial.
Una prueba de ADN leído por Mariah Carey en su show López Tonight reveló que él es 55 % europeo, 32 % indígena, 9 % asiático oriental, y 4 % africano.

## Enemistad con Erik Estrada
El comediante George López lleva años asegurando que cuando él tenía 17 años mientras filmaba un episodio de su programa CHiPs en el barrio de López, el actor Erik Estrada se negó a darle la mano y firmarle un autógrafo, algo que Estrada siempre ha negado. López juró hacer pagar a Estrada por el desplante y desde entonces se burla de Estrada en sus rutinas de comedia.
En el año 2011, como invitado del programa de radio The Enrique Santos Show, Estrada contó al anfitrión del programa, después de que este le dijera que López hablaba mal de él regularmente en sus shows, que se había encontrado con López por primera vez en una feria de iglesia que él y su esposa habían organizado. En esa ocasión Estrada dice haber retado a López a una pelea y que López no quiso pelear, diciendo: «Soy comediante, no peleador». Estrada añadió que consideraba su asunto con López terminado porque este estaba ya destinado a fracasar por tanta mala karma que había acumulado después de haber engañado a su esposa con prostitutas, a pesar de que ella le salvó la vida al donarle un riñón. Estrada dijo que «la mano de Dios» iba alcanzar a López por su infidelidad con su esposa.
En el 2015, el Huffington Post le preguntó a George López acerca de Estrada y López comentó vulgarmente que le iba poner unos trancazos. En el mismo año, durante una entrevista con BJPENN.COM Radio, López le dijo al entrevistador, Anto Skoro, que iba a madrear a Erik Estrada.

## Filmografía

### Películas
| Año  | Película                                   | Papel                                                               | Notas                              |
| ---- | ------------------------------------------ | ------------------------------------------------------------------- | ---------------------------------- |
| 2000 | Bread and Roses                            | Sr. Perez, supervisor de los limpiadores                            |                                    |
| 2002 | Las mujeres de verdad tienen curvas        | Sr. Guzman                                                          |                                    |
| 2005 | Las aventuras de Sharkboy y Lavagirl en 3D | Sr. Electricidad Sr. Eléctrico (voz) Tobor (voz) Rey de Hielo (voz) |                                    |
| 2007 | Balls of Fury                              | Agente Ernie Rodríguez                                              | FBI agent sangano                  |
| 2008 | El último voto                             | John Sweeney                                                        |                                    |
| 2008 | Beverly Hills Chihuahua                    | Papi                                                                | Voz                                |
| 2009 | Mi papá es mamá exploradora                | Eddie Serrano                                                       |                                    |
| 2010 | The Spy Next Door                          | Glaze                                                               |                                    |
| 2010 | Valentine's Day                            | Florista                                                            |                                    |
| 2010 | Marmaduke                                  | Carlos                                                              | Voz                                |
| 2011 | Los Pitufos                                | Pitufo Gruñón                                                       | Voz                                |
| 2011 | Río                                        | Rafael                                                              | Voz                                |
| 2013 | Los Pitufos 2                              | Pitufo Gruñón                                                       | Voz                                |
| 2014 | Río 2                                      | Rafael                                                              | Voz                                |
| 2015 | Spare Parts                                | Fredi Cameron                                                       | Coprotagonista, película para cine |
| 2020 | The Tax Collector                          | Louis                                                               |                                    |
| 2023 | Blue Beetle                                | Tío Rudy Reyes                                                      |                                    |
| 2024 | The Underdoggs                             | Coach Feis                                                          |                                    |

### Televisión
| Año       | Programa                              | Episodio                         | Papel                         |
| --------- | ------------------------------------- | -------------------------------- | ----------------------------- |
| 2002      | Los Hermanos García                   | Sr. Fender                       | Episodio: "The Student Buddy" |
| 2002      | Curb Your Enthusiasm                  | Él mismo                         |                               |
| 2002–2007 | George López                          | 120 episodios                    | George López                  |
| 2007–2008 | The Naked Brothers Band               | 3 episodios                      | Él mismo                      |
| 2009      | Nickelodeon's Kids Choice Awards 2009 | Nickelodeon's Kids Choice Awards | Entrega un premio             |
| 2009–2011 | López Tonight                         | Presentador                      |                               |
| 2011      | America's Got Talent                  | Grouchy Smurf (voz)              | 27 de julio                   |
| 2013      | Shake It Up                           | George Martínez                  | Episodio: "In The Bag It Up"  |

#### Talk shows
| Año  | Programa                                                               | Episodio                     | Papel      |
| ---- | ---------------------------------------------------------------------- | ---------------------------- | ---------- |
| 2003 | The Sharon Osbourne Show                                               | Episodio del 2 de diciembre  | Entrevista |
| 2004 | The Sharon Osbourne Show                                               | Episodio del 20 de febrero   | Entrevista |
| 2004 | The Sharon Osbourne Show                                               | Episodio del 21 de mayo      | Entrevista |
| 2004 | The Ellen DeGeneres Show                                               | Episodio del 7 de diciembre  | Entrevista |
| 2005 | The Tony Danza Show                                                    | Episodio del 9 de marzo      | Entrevista |
| 2005 | The Ellen DeGeneres Show                                               | Episodio del 8 de septiembre | Entrevista |
| 2005 | The Tony Danza Show                                                    | Episodio del 4 de octubre    | Entrevista |
| 2006 | The Ellen DeGeneres Show                                               | Episodio del 23 de marzo     | Entrevista |
| 2007 | The Ellen DeGeneres Show                                               | Episodio del 24 de enero     | Entrevista |
| 2008 | The Bonnie Hunt Show                                                   | Episodio del 9 de octubre    | Entrevista |
| 2008 | The Bonnie Hunt Show                                                   | Episodio del 1 de diciembre  | Entrevista |
| 2008 | Counter-Strike for Kids -> https://www.youtube.com/watch?v=mB6fq9Aadwk |                              |            |
| 2009 | The Oprah Winfrey Show                                                 | Episodio del 13 de mayo      | Entrevista |
| 2009 | The Ellen DeGeneres Show                                               | Episodio del 19 de mayo      | Entrevista |

## Premios y nominaciones
| Año  | Premio              | Nominado                                  | Categoría                                           | Resultado | Ref.   |
| ---- | ------------------- | ----------------------------------------- | --------------------------------------------------- | --------- | ------ |
| 2025 | Kids' Choice Awards | Por su papel de George en Lopez vs. Lopez | Estrella masculina de televisión favorita (familia) | Nominado  | [ 10 ] |